# جوي براغ
جوي براغ (بالإنجليزية: Joey Bragg)‏ مواليد 20 يوليو 1996 في كاليفورنيا، الولايات المتحدة، هو ممثل وكوميدي أمريكي بدأ مسيرته الفنية سنة 2012.

## الأعمال
- ليف ومادي (2013)
- جيسي (2014) (بدور: جوي روني)
- عقول إجرامية (2016)

## روابط خارجية
- جوي براغ على موقع IMDb (الإنجليزية)
- جوي براغ على موقع ألو سيني (الفرنسية)
- جوي براغ على موقع أول موفي (الإنجليزية)
- جوي براغ على موقع قاعدة بيانات الفيلم (الإنجليزية)
- جوي براغ على موقع كينوبويسك (الروسية)